# خلیج هالی

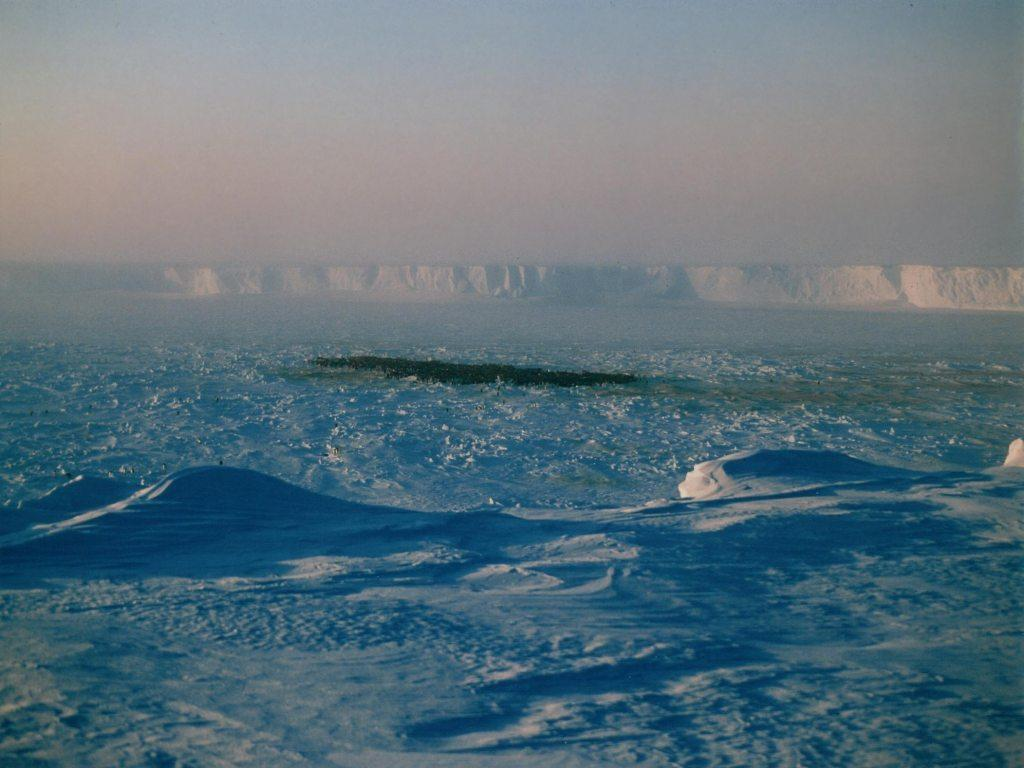
کلنی پنگوئن‌های امپراتور در خلیج هالی در سال ۱۹۹۹

خلیج هالی' (انگلیسی: Halley Bay) مکانی روی یخ‌های سریع در حاشیه شمال غربی قفسه یخی Brunt در Coats Land، قطب جنوب بود. مجموعه‌ای از ایستگاه‌های تحقیقاتی بریتانیایی هالی در نزدیکی این مکان ساخته شد و نام خود خلیج هالی را از همان‌جا برگرفت. خلیج یخی اولیه خلیجی گذرا بود و دیرپایی چندانی نداشت و دیگر وجود ندارد، هرچند که خلیج‌های دیگری در همان منطقه همچنان دستخوش تغییر می‌شوند و زمانی که قفسه به کوه‌های یخ تبدیل می‌شود، درهم شکسته می‌شود. این مکان شامل یک سایت ۱۷۷ هکتاری است که توسط انجمن جهانی پرندگان به عنوان منطقه مهم خفاظت از پرندگان (IBA) تعیین شده، زیرا از کلنی پرورش حدود ۲۲۵۰۰ پنگوئن امپراتور (که بر اساس تصاویر ماهواره‌ای سال ۲۰۰۹ تخمین زده شد) پشتیبانی می‌کند اگرچه این کلنی از سال ۲۰۱۹ پراکنده شده‌است. این به دلیل شکست مکرر یخ دریا بوده‌است. علاوه بر شکست‌های فصلی اخیر یخ، قفسه یخی Brunt به یک رویداد بزرگ فروریزی یخ و عقب‌نشینی نزدیک می‌شود که این بخش از ساحل را تغییر می‌دهد و از مکان اصلی خلیج هالی کیلومترها در دریا فاصله می‌گیرد.